# 越森幸夫
越森 幸夫（こしもり ゆきお 1930年12月10日 - 2005年2月28日）は、日本の政治家。奥尻町の町長。
北海道の奥尻町で生まれる。北海道函館工業高等学校を中退。その後、1959年4月に、奥尻町議会議員となり、4期を務めた。1967年から1975年まで町議会の副議長を務め、1975年に奥尻町長になり、2001年まで7期、22年間務めた。在職中の1993年に北海道南西沖地震に遭遇し、復興に尽力した。
2001年に発注工事において収賄および競売入札妨害をした容疑のため逮捕された。これを受け、2001年3月18日に、鴈原徹が町長になった。2004年に札幌高等裁判所で執行猶予付きの有罪判決を受けた。
2005年2月28日に肝癌のため函館市の病院において死去した。